# Присад (Добричская область)
Присад (болг. Присад) — село в Болгарии. Находится в Добричской области, входит в общину Генерал-Тошево. Население составляет 460 человек.

## Политическая ситуация
В местном кметстве Присад, в состав которого входит Присад, должность кмета (старосты) исполняет Стефан Младенов Христов (Движение за права и свободы (ДПС)) по результатам выборов правления кметства.
Кмет (мэр) общины Генерал-Тошево — Димитр Михайлов Петров (коалиция в составе 2 партий: Политическое движение социал-демократов (ПДСД), Болгарская социалистическая партия (БСП)) по результатам выборов в правление общины.